# ミッション・ホッケー
ミッション (Mission) はローラーホッケー用品のメーカーであり、以前はアイスホッケー用品も製造していた。
ミッションはかつてはアイスホッケー用品も製造しており、2004年にはアイテック (en) と合併してMission-Itechとなった。
2008年9月25日、バウアー・ホッケー (en) はMission-Itechを買収すると発表した。
2009年以降は、ミッションのブランド名はローラーホッケー用具でのみ使用されるようになり、アイスホッケー用具ではミッションとアイテックのブランド名はバウワーに一本化された。 

## 2009年モデル
2009年の途中からアイススケートのミッションブランドは廃止されたが、2010年3月までは主にオンライン販売で購入することができる。

### スケート
- Axiom A.3
- Axiom A.4
- Axiom A.5
- Axiom T.6
- Axiom T.7
- Axiom T.8
- Axiom T.9
- Axiom GOALIE G.7

### スティック
- Titanium
- Pulse
- Fuel Z12
- Fuel Ti Pro
- Fuel Ti Grip
- Fuel Pyro
- Fuel
- Concept X
- V-Hex

### ヘルメット
- Intake Fusion
- Intake
- Intake VN Pro
- M1505
- M1501
- M95

### グローブ
- Boss SE
- Boss
- Commander SE
- Commander
- Soldier SE
- Soldier
- Assassin
- Wicked 1
- BSX
- CSX
- Lieutenant